# Macrochiridothea setifer
Macrochiridothea setifer är en kräftdjursart som beskrevs av Menzies 1962. Macrochiridothea setifer ingår i släktet Macrochiridothea och familjen Chaetiliidae. Inga underarter finns listade i Catalogue of Life.